# Louis Samson
Louis Samson (Berlino, 3 luglio 1995) è un calciatore tedesco, difensore dell'RSV Eintracht 1949.

## Carriera
Ha giocato nella seconda divisione tedesca.